# 스킵 (기업)
스킵(skip)은 닌텐도와 관계가 가까운 일본의 비디오 게임 개발사이다.
닌텐도는 스킵의 모든 일본 발매작을 배급했다. 유일하게 주목할만한 예외는 LOL(Archime DS)로, 스킵사가 독립적으로 발매했다. 회사 직원에는 니시 겐이치, 에토 게이타 등 스퀘어 (비디오 게임 기업)의 저명한 개발자가 포함된다. 2019년 10월 OneControllerPort.com은 회사가 전년도에 스킵으로 사명을 변경하고 모든 소셜 미디어에서 비활성화되었다고 보고했다. 2020년 8월까지 2015년 이후 게임을 출시하지 않았기 때문에 회사가 없어질 수 있다는 징후가 커지고 있지만 아직 공식적으로 확인되지는 않았다.

## 게임
- 캡틴 레인보우
- Wii 리모컨플러스로 즐기는 버라이어티 게임 박스